# Cyclops gracilicornis
Cyclops gracilicornis is een eenoogkreeftjessoort uit de familie van de Cyclopidae. De wetenschappelijke naam van de soort is voor het eerst geldig gepubliceerd in 1891 door Landé.